# 深溫儀
深溫儀（英語：Bathythermograph，縮寫：BT）或稱作機械式深溫儀（英語：Mechanical Bathythermograph，縮寫：MBT）是一種用於海洋研究的水下測溫裝置。外觀為魚雷状，拥有一个 温度感應器和转换器来检测水温隨著深度的變化，最深可達約285米(935英尺)。

## 作用原理
為利用水壓以及金屬隨溫度變化之特性，來記錄海水溫度隨深度變化趨勢之儀器。

## 抛棄式深溫儀
抛棄式深溫儀 (英語：Expendable Bathythermograph，縮寫：XBT)，為深溫儀之改良版。在1960年代，由美國海軍委託麻州Marion的Sippican 公司開發拋棄式以取代機械式。日後這家公司也成為全球唯一產製XBT的供應商。

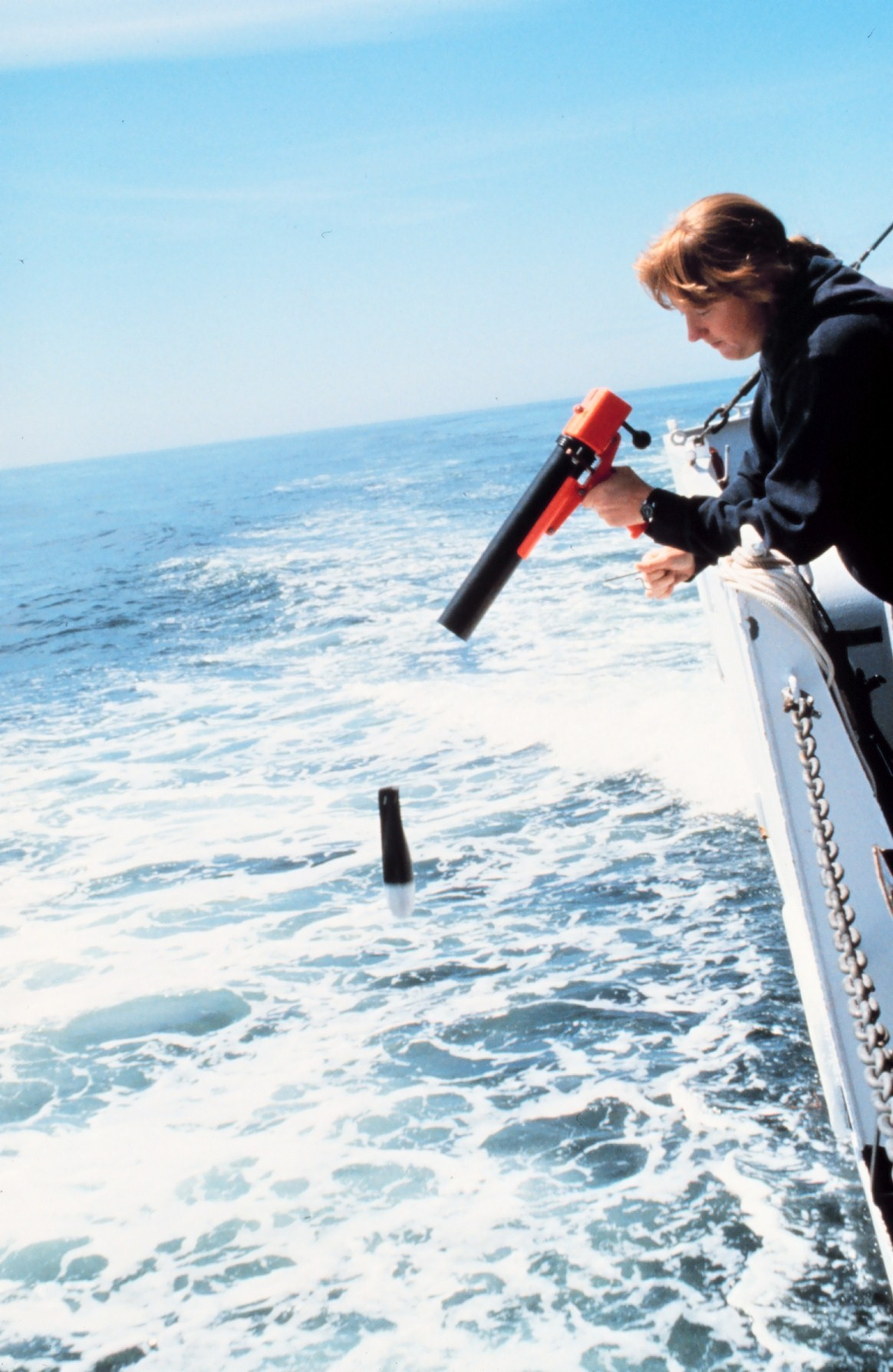
由手持發射器發射XBT。

## 外部連結

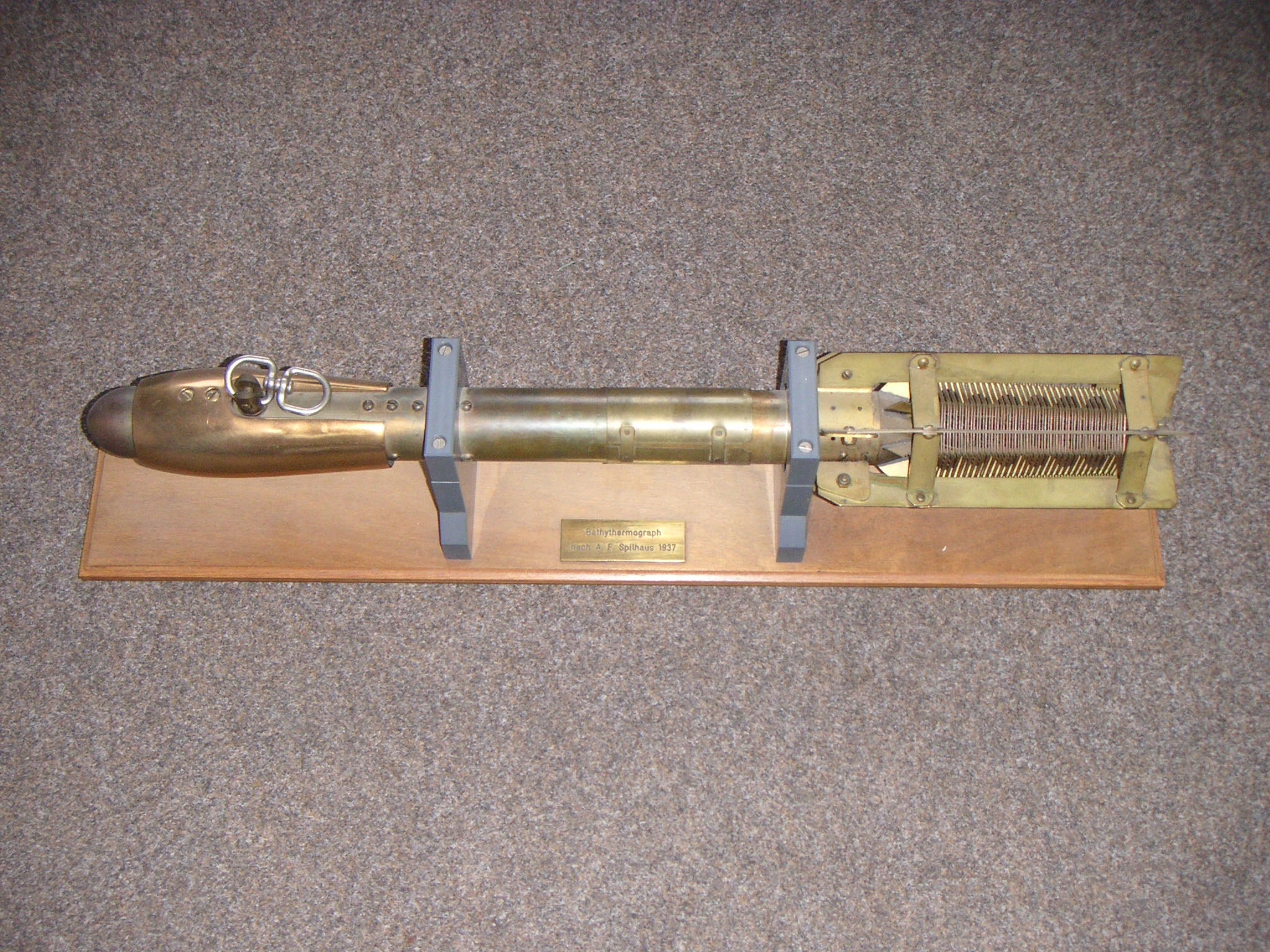
深溫儀

- Expendable Bathythermograph Expendable Sound Velocimeter (XBT/XSV) Expendable Profiling Systems from Lockheed Martin Sippican（英文）
- Climate and Atmospheric Science at Scripps: The Legacy of Jerome Namias （页面存档备份，存于） （英文）
- Scripps Institution of Oceanography: Probing the Oceans 1936 to 1976 （页面存档备份，存于） （英文）
- Baker D. J. 1981 "Ocean instruments and experiment design" Chapter 14 pp 416–418, available at http://ocw.mit.edu/resources/res-12-000-evolution-of-physical-oceanography-spring-2007/part-3/wunsch_chapter14.pdf （页面存档备份，存于） （英文）